# Oktjabr'skij rajon (Territorio del Litorale)
Lo Oktjabr'skij rajon (in russo Октя́брьский райо́н?) è un rajon (distretto) del Territorio del Litorale, nell'estremo oriente russo; il capoluogo è il villaggio (selo) di Pokrovka.
Il centro principale è il capoluogo Pokrovka, mentre un altro centro di qualche rilievo è l'insediamento di tipo urbano di Lipovcy.